# Service Bitch
|  | Denne artikel er oprettet af botten PalnaBot ud fra en ekstern database. Den kan derfor have sproglige fejl eller mangler. Denne skabelon kan fjernes efter kontrol af indholdet. |

Service Bitch er en kortfilm instrueret af Adam Neutzsky-Wulff efter manuskript af Iben Nielsen og Adam Neutzsky-Wulff.

## Handling
Et supermarked en stressset eftermiddag. Hovedpersonen er Linda en midaldrende kassedame, der sandsynligvis er ved at gå op i limningen, mens hun får tidstypiske kunder ved båndet med deres tidstypiske varer og snak.